# Тайна Клумбера
«Та́йна Клу́мбера» — роман британского писателя Артура Конан Дойля, впервые опубликован в 1889 году.

## Сюжет
Рассказ ведётся от имени шотландца Джона Фозергила Уэста, который переехал с отцом и сестрой из Эдинбурга в графство Уигтауншир на юге Шотландии. Неподалёку от их дома находится старинное поместье Клумбер-Холл, пустовавшее много лет. Однажды в Клумбер-Холле появляются новые жильцы — семья генерала Хэзерстона, воевавшего в Индии. Джон Уэст ухаживает за дочерью генерала и обнаруживает, что генерал ведёт крайне замкнутый образ жизни, огораживает поместье высокой стеной, поговаривают, что он опасается каких-то выходцев с Востока. Каждый год страх генерала достигает пика пятого октября, после чего он успокаивается на некоторое время. Через некоторое время в бухте неподалёку от побережья Шотландии терпит кораблекрушения судно, и среди оставшихся в живых пассажиров оказываются три буддийских жреца, которые поднялись на борт корабля в Карачи.
Когда Джон Уэст сообщает генералу Хэзерстону о жрецах, он смиряется со своей участью и отказывается от любой помощи от Уэста. Однажды ночью эти трое жрецов вызывают генерала Хэзерстона и капрала Руфуса Смита (который воевал в Индии вместе с генералом и, по-видимому, находился в такой же опасности) из Клумбер-Холла. Обладающие экстрасенсорными способностями жрецы устанавливают полный контроль над сознанием генерала и капрала и вынуждают последних утопиться в болоте в местности Кри.
Генерал Хэзерстон оставил письмо, которое поручил передать Уэсту в случае своей смерти или исчезновения. Когда Уэст читает письмо генерала, он понимает тайну Клумбера.
Генерал в своём дневнике описывает, что сорок лет назад, во время первой войны в Афганистане, они с Руфусом сражались с пуштунским племенем африди на перевалах Гиндукуша. Когда их отряд загнал в тупик разгромленных афридиев, чтобы убить их, из пещеры вышел старик и попытался помешать Хэзерстону и Руфусу. Хэзерстон и Руфус убили этого старика и приступили к резне. Убитый ими старик (Гхулаб-шах) был буддийским священником, одним из высших иерархов буддизма, и его ученики поклялись отомстить за смерть учителя. Хэзерстону было отпущено сорок лет, прежде чем возмездие настигло его.